# رگ استوکیل
رگ استوکیل (انگلیسی: Reg Stockill؛ ۲۴ نوامبر ۱۹۱۳ – ۱۹۹۵ (۱۹۱۲−۱۹۱۳ سال)) بازیکن فوتبال اهل بریتانیا بود.
از باشگاه‌هایی که در آن بازی کرده‌است می‌توان به باشگاه فوتبال لوتون تاون، باشگاه فوتبال دربی کانتی، باشگاه فوتبال آرسنال، و باشگاه فوتبال یورک سیتی اشاره کرد.